# スクラップス
スクラップスは、吉本興業所属のお笑いトリオ。

## メンバー
ヨシオちゃん（1981年6月18日（44歳））
ボケ担当。
福岡県北九州市出身。
本名は、野村 考央（のむら やすひろ）。芸名は野村義男由来のあだ名「ヨシオ」から取った。
身長175 cm、体重104 kg。血液型はO型。
趣味はソフトテニス。
特技はソフトテニス(中学・高校6年間、高校2〜3年時全国大会団体ベスト16)、ダーツ(北九州ベスト8、トッププロとシングル対戦で勝利経験あり。ハウストーナメントでは優勝多数)。
自身の誕生日を相方2人から祝ってもらえず激怒し、解散寸前まで発展したことがある。

サン北川（サンきたがわ、1988年7月25日（36歳））
ツッコミ・ネタ作り担当。
長崎県平戸市出身。身長166 cm、体重73 kg。
趣味は柔道、ピザ作り。
特技は肩甲骨でせんべいを割れる、即興作曲、柔道初段(小学6年〜大学4年)、そろばん3級(小学1〜6年)。
芸名は実家が営んでいたパン屋で、店を継がなかったため店名だけでも継ごうと考えたことに由来。
相方・ヨシオちゃん曰く「社会不適合者」。かつては木下大サーカスにおいてホワイトライオンの寝床に使う木材チップを木工所から貰ってくる仕事に勤めていたが、上手くいかず怒られてばかりで辛くなったため半年で辞めた。
2025年6月11日放送『水曜日のダウンタウン』（TBS）内の企画・次世代リアクション王発掘トーナメントにて満場一致で優勝を果たす。

安藤 陸（あんどう りく、1989年11月26日（35歳））
ボケ担当。
福岡県北九州市出身。身長173 cm、体重58 kg。血液型はO型。
趣味はマンガ、特技は剣道。
相方・サン北川曰く「まともぶってるけど実は一番芸人らしいというか、だらしない」。一時期は借金が約300万まで膨れ上がったため弁護士資格を持つ後輩に債務整理をしてもらう運びとなったが、書くよう指示された書類をほったらかしその後輩からも愛想を尽かされた。

## 来歴
福岡吉本の同期によって組まれたトリオ。
サン北川が大学時代にアルバイトしていたもつ鍋屋の店長がヨシオちゃんで、一時期社会人を経たサン北川は一軒家住まいだったヨシオちゃんの下に転がり込んだ。その頃に福岡吉本の劇場で素人オーディションが開催されることを知ったサン北川がヨシオちゃんを誘い、合格したことでそのまま芸人となった。デビュー当初はヨシオちゃんとサン北川によるコンビ「ひとつ屋根の下」だったが鳴かず飛ばずで、当時を見かねた社員からヨシオちゃんの動きを活かしプロレス技を取り入れたネタをやるよう勧められ1年ほど続けたものの、全くウケず果てにはパワーボムといった危険な技までやらされたことで危機感を覚え、同期の安藤を加入させて現在のトリオとなる。トリオ名はヨシオちゃんの実母が名付け、3人でジャンケンして負けたヨシオちゃんが電話越しで考えてもらった「スクラップ」に由来する。
2020年7月から東京吉本に移籍した。ヨシモト∞ホールを経て、渋谷よしもと漫才劇場に所属。

## 芸風
主にコントで、ヨシオちゃんの強面を活かしたネタが多い。『キングオブコント』では2024年大会にて準決勝まで進出。『M-1グランプリ』へのエントリー歴があるように漫才も行うことがある。

## 出演
- 千鳥のクセスゴ!（フジテレビ）[5]
- おもしろ荘年始SP（日本テレビ）[1][5]
- 水曜日のダウンタウン（TBS）[2][4]